# Sébastien Bourdais
Sébastien Olivier Bourdais (* 28. února 1979 Le Mans) je francouzský automobilový závodník,který jezdil ve F1 za tým Scuderia Toro Rosso.
Bourdais je jedním z nejúspěšnějších závodníků amerického šampionátu formulí Champ Car. V letech 2003–2007 vyhrál toto mistrovství čtyřikrát.

## Juniorské formule
Do formulového vozu se Sébastien poprvé posadil v roce 1995. Tehdy skončil ve francouzském mistrovství Formule Campus na 9. místě. Poté závodil po dva roky ve francouzském mistrovství Formule Renault. V roce 1998 se stal nováčkem roku ve francouzském mistrovství Formule 3, skončil celkově na pátém místě. O rok později v tomto mistrovství už s převahou zvítězil.

## Formule 3000
Po úspěších v nižších kategoriích se Bourdais v roce 2000 stal členem juniorského týmu Alaina Prosta v Mezinárodním mistrovství Formule 3000. Celkově skončil v šampionátu na 9. pozici, nejlépe se v závodě umístil na 2. místě a navíc si připsal jedno pole position. Další sezonu jezdil za tým DAMS a poprvé se mu podařilo vyhrát, konkrétně závod v Silverstone.
Pro sezonu 2002 opět změnil tým. Přesunul se do stáje Super Nova Racing, ovšem ze 7 pole position dokázal jen třikrát vyhrát. Na konci sezony se o mistrovském titulu rozhodoval mezi ním, Tomášem Engem a Giorgiem Pantanem. Bourdais v celkovém pořadí skončil na 2. místě, ale po diskvalifikaci Tomáše Engeho se stal mistrem právě Seb.

## Champ Car

### 2003–2007: Newman/Hass Racing
Přestože Seb zvítězil v mistrovství světa F3000, tak se mu nepodařilo získat žádné místo v některém z týmů formule 1. Proto se rozhodl, tak jako jeho předchůdci z F3000 - Juan Pablo Montoya nebo Bruno Junqueira, zkusit štěstí za oceánem, kde získal místo závodního jezdce v týmu Newman/Hass. Ve svém prvním závodě ve Floridském St. Petersburgu získal, podobně jako Nigel Mansell při svém prvním závodě, svou první pole position. Ovšem v prvních čtyřech závodech nikdy neskončil lépe než na 11. místě. Nečekaný zvrat přišel v závodě v Brands Hatch, ve kterém vedl po celých 95 kol a vyhrál svůj první závod Champ Car.
Tento výsledek potvrdil dalším vítězstvím na Lausitzringu a do konce sezony nasbíral ještě dalších 5 umístění na stupních vítězů, včetně dalšího vítězství v Clevelandu. V celkovém pořadí mistrovství skončil na 4. místě a stal se nováčkem roku.

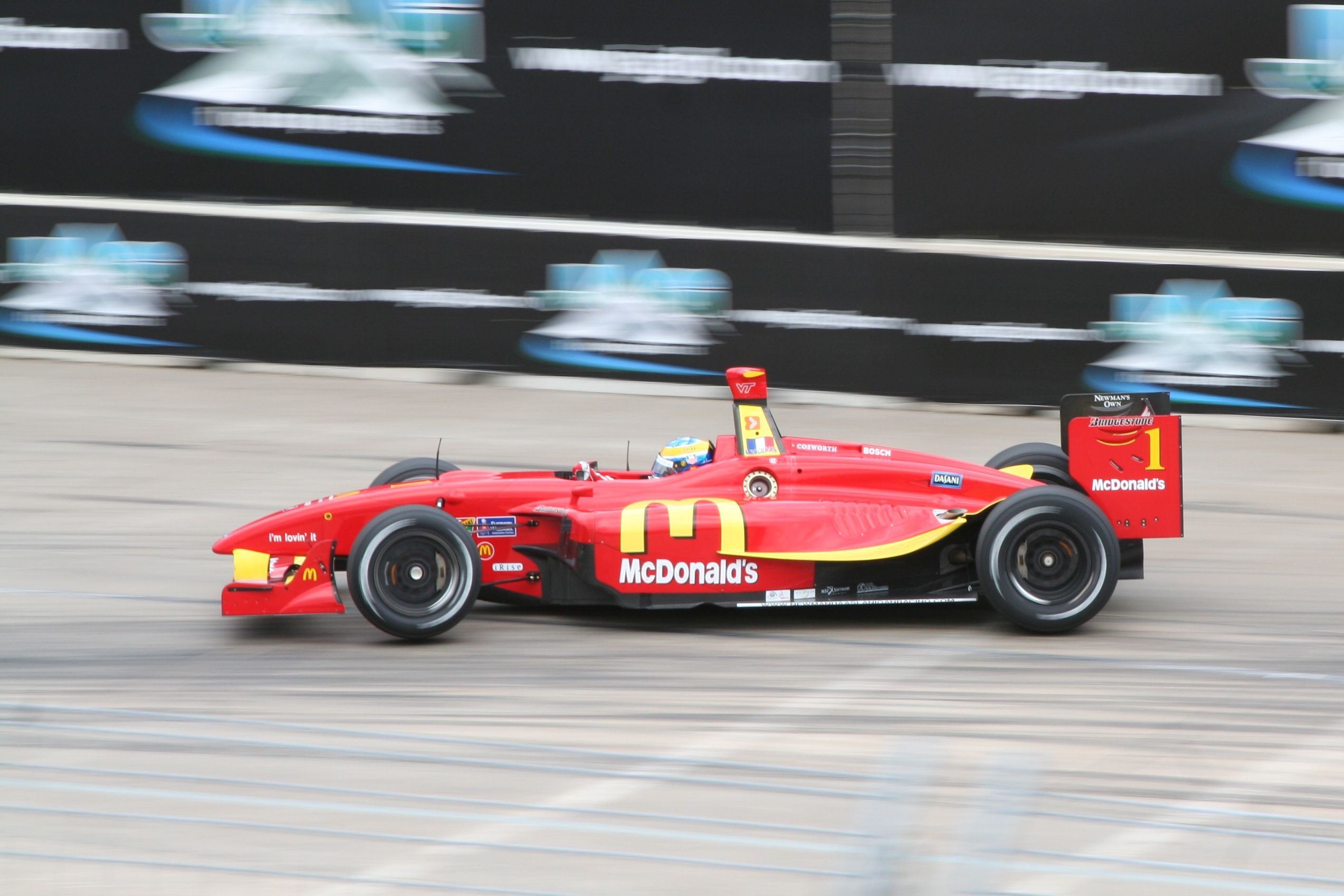
Bourdais vítězí v roce 2007 v Houstonu.

V další sezoně Bourdais dominoval. Sedmkrát vyhrál a osmrkát stál na pole position. Svého týmového kolegu Bruna Junqueiru porazil o 28 bodů. Bourdais bez problému obhájil svůj titul i v následující sezoně, ve které se také poprvé zúčastnil závodu 500 mil Indianapolis, ve kterém skončil na 12. místě.
V roce 2006 vyhrál i potřetí titul Champ Car. začal čtyřmi vítězstvími v Long Beach, Houstonu, Monterrey a Milwaukee. Jeho vítěznou šňůru přerušil A. J. Allmendinger, který vyhrál tři závody v řadě. Bourdais odpověděl vítězstvím stylem start–cíl v San José, kterým se opět vrátil do čela šampionátu. Ovšem v závodě v Denveru, ve kterém měl v posledním kole kolizi se svým odvěkým rivalem Paulem Tracym, daroval vítězství Allmendingerovi, který tak stáhl bodový rozdíl mezi nimi a měl ještě teoretickou šanci na zisk titulu. Ovšem v Montrealu vyhrál Bourdais a Allmendinger nedokončil, čímž zvýšil svůj bodový náskok už na 62 bodů a v dalším závodě v Surfers' Paradise si zajistil třetí titul v řadě.
V sezoně 2007 Sébastien neměl v podstatě žádného vážného soupeře v boji o další mistrovský titul. Vyhrál 8 ze 14 závodů a připsal si čtvrtý titul v řadě.
Ještě před koncem sezóny bylo oznámeno, že Sébastien bude v sezoně 2008 závodit ve formuli 1 za tým Toro Rosso.

## Formule 1

### Před Champ Car
Už v roce 2002 Bourdais poprvé testoval vůz formule 1. Tuto možnost mu nabídl tým Arrows, který už byl však na pokraji bankrotu, a tak se Sébastien místa závodního jezdce nedočkal. V prosinci však v Jerezu testoval pro Renault, ovšem testovacím pilotem Renaultu se stal Franck Montagny, protože Bourdais nechtěl podepsat smlouvu s šéfem Renaultu Flaviem Briatorem.

### 2008–2009: Toro Rosso
Sébastien se k formuli 1 vrátil v roce 2007, když několikrát testoval pro Toro Rosso. V lednu navíc oznámil, že by v roce 2008 rád závodil ve formuli 1.
Tak se také stalo. 10. srpna bylo oznámeno, že v sezoně 2008 bude Bourdais závodit v týmu Toro Rosso společně se Sebastianem Vettelem.
V roce 2009 tým Toro Rosso oznámil, že po GP Německa Sébastiena Bourdaise v kokpitu nahradí Jaime Alguersuari.

## Kompletní výsledky

### Výsledky ve Formuli 1
| Legenda k tabulce | Legenda k tabulce                                                                       |
| Barva             | Výsledek                                                                                |
| ----------------- | --------------------------------------------------------------------------------------- |
| Zlatá             | Vítěz                                                                                   |
| Stříbrná          | 2. místo                                                                                |
| Bronzová          | 3. místo                                                                                |
| Zelená            | Bodované umístění                                                                       |
| Modrá             | Nebodované umístění                                                                     |
| Modrá             | Dokončil neklasifikován (NC)                                                            |
| Fialová           | Odstoupil (Ret)                                                                         |
| Červená           | Nekvalifikoval se (DNQ)                                                                 |
| Červená           | Nepředkvalifikoval se (DNPQ)                                                            |
| Černá             | Diskvalifikován (DSQ)                                                                   |
| Bílá              | Nestartoval (DNS)                                                                       |
| Bílá              | Závod zrušen (C)                                                                        |
| Světle modrá      | Pouze trénoval (PO)                                                                     |
| Světle modrá      | Páteční testovací jezdec (TD)                                                           |
| Bez barvy         | Netrénoval (DNP)                                                                        |
| Bez barvy         | Vyřazen (EX)                                                                            |
| Bez barvy         | Nepřijel (DNA)                                                                          |
| Bez barvy         | Odvolal účast (WD)                                                                      |
| Bez barvy         | Nezúčastnil se (prázdné)                                                                |
| Označení          | Význam                                                                                  |
| Tučnost           | Pole position                                                                           |
| Kurzíva           | Nejrychlejší kolo                                                                       |
| †                 | Jezdec nedojel do cíle, ale byl klasifikován, protože odjel více než 90 % délky závodu. |
| ‡                 | Byl udělován poloviční počet bodů, protože bylo odjeto méně než 75 % délky závodu.      |
| Horní index       | Umístění bodujících jezdců ve sprintu                                                   |

| Rok  | Tým                 | Šasi             | Motor              | 1      | 2       | 3      | 4       | 5       | 6       | 7      | 8       | 9       | 10     | 11     | 12     | 13    | 14     | 15     | 16     | 17     | 18     | Body | Umístění  |
| ---- | ------------------- | ---------------- | ------------------ | ------ | ------- | ------ | ------- | ------- | ------- | ------ | ------- | ------- | ------ | ------ | ------ | ----- | ------ | ------ | ------ | ------ | ------ | ---- | --------- |
| 2008 | Scuderia Toro Rosso | Toro Rosso STR2B | Ferrari 056 2.4 V8 | AUS 7† | MAL Ret | BHR 15 | ESP Ret | TUR Ret |         |        |         |         |        |        |        |       |        |        |        |        |        | 4    | 17. místo |
| 2008 | Scuderia Toro Rosso | Toro Rosso STR3  | Ferrari 056 2.4 V8 |        |         |        |         |         | MON Ret | CAN 13 | FRA 17  | GBR 11  | GER 12 | HUN 18 | EUR 10 | BEL 7 | ITA 18 | SIN 12 | JPN 10 | CHN 13 | BRA 14 | 4    | 17. místo |
| 2009 | Scuderia Toro Rosso | Toro Rosso STR4  | Ferrari 056 2,4 V8 | AUS 8  | MAL 10  | CHN 11 | BHR 13  | ESP Ret | MON 8   | TUR 18 | GBR Ret | GER Ret | HUN    | EUR    | BEL    | ITA   | SIN    | JPN    | BRA    | ABU    |        | 2    | 19. místo |

### Výsledky v ostatních formulových kategoriích
| Sezóna | Série                            | Tým                        | Vůz                      | Závody | Vítězství | Pole Position | Podium | Body | Konečné umístění |
| 1995   | Formule Campus Francie           |                            |                          |        | 0         | 0             | 3      |      | 9. místo         |
| 1996   | Formule Renault Francie          |                            |                          |        | 0         | 0             | 1      |      | 7. místo         |
| 1997   | Formule Renault Francie          |                            |                          |        | 4         | 5             | 11     |      | 2. místo         |
| 1998   | Formule 3 Francie                | La Filière                 | Martini MK73-Opel        | 22     | 0         | 0             | 2      | 98   | 6. místo         |
|        | Formule 3 V. Británie            | La Filière                 | Martini MK73-Opel        | 1      | 0         | 0             | 0      | 0    |                  |
| 1999   | Formule 3 Francie                | La Filière                 | Martini MK79-Opel Spiess | 20     | 8         | 3             | 11     | 229  | 1. místo         |
| 2000   | Formule 3000                     | Prost Junior Team          | Lola T99/50-Zytek        | 10     | 0         | 1             | 1      | 9    | 9. místo         |
| 2001   | Formule 3000                     | DAMS                       | Lola T99/50-Zytek        | 12     | 1         | 1             | 3      | 26   | 4. místo         |
|        | FIA Sportscar Championship (SR1) | Pescarolo Sport            | Courage C60-Peugeot      | 2      | 0         | 0             | 0      |      |                  |
| 2002   | Formule 3000                     | Super Nova Racing          | Lola B2/50-Zytek         | 12     | 3         | 6             | 8      | 56   | 1. místo         |
|        | FIA Sportscar Championship (SR1) | Pescarolo Sport            | Courage C60-Peugeot      | 3      | 2         | 1             | 3      | 55   | 4. místo         |
| 2003   | CART                             | Newman/Hass Racing         | Lola B2K/03-Ford         | 18     | 3         | 5             | 7      | 159  | 4. místo         |
| 2004   | CCWS                             | Newman/Hass Racing         | Lola B2K/03-Ford         | 14     | 7         | 8             | 10     | 369  | 1. místo         |
| 2005   | CCWS                             | Newman/Hass Racing         | Lola-Ford                | 13     | 6         | 5             | 7      | 348  | 1. místo         |
|        | IRL                              | Newman/Hass Racing         | Panoz-Honda              | 1      | 0         | 0             | 0      | 18   | 28. místo        |
|        | Grand American Rolex Series      | Silverstone Racing         | Ford Crawford            | 1      | 0         | 0             | 0      | 6    | 89. místo        |
|        | ALMS (GTS)                       | Larbre Compétition         | Ferrari 550 Maranello    | 1      | 0         | 0             | 0      | 0    |                  |
| 2006   | CCWS                             | Newman/Hass Racing         | Lola-Ford                | 14     | 7         | 6             | 12     | 387  | 1. místo         |
| 2007   | CCWS                             | Newman/Hass/Lanigan Racing | Panoz DP01-Ford Cosworth | 14     | 8         | 6             | 9      | 364  | 1. místo         |

### Výsledky ze závodu 24 hodin Le Mans
| Rok  | Kategorie | Tým                | Vůz                 | Spolujezdci                              | Umístění                 |
| 1999 | GTS       | Larbre Compétition | Porsche 911 GT2     | Jean-Pierre Jarier, Pierre de Thoisy     | nedokončil               |
| 2000 | LMP900    | Pescarolo Sport    | Courage C52-Peugeot | Olivier Grouillard, Emmanuel Clerico     | 4. místo (4. absolutně)  |
| 2001 | LMP900    | Pescarolo Sport    | Courage C60-Peugeot | Jean-Christophe Boullion, Laurent Rédon  | 4. místo (13. absolutně) |
| 2002 | LMP900    | Pescarolo Sport    | Courage C60-Peugeot | Jean-Christophe Boullion, Franck Lagorce | 9. místo (10. absolutně) |
| 2004 | LMP1      | Pescarolo Sport    | Courage C60-Judd    | Nicolas Minassian, Emmanuel Collard      | nedokončil               |
| 2007 | LMP1      | Team Peugeot Total | Peugeot 908         | Pedro Lamy, Stéphane Sarrazin            | 2. místo (2. absolutně)  |
| 2009 | LMP1      | Team Peugeot Total | Peugeot 908 Hdi-FAP | Franck Montagny, Stéphane Sarrazin       | 2. místo (2. absolutně)  |